# Dario Buccino
Dario Buccino (* 1968 in Rom) ist ein italienischer Komponist.
1991 begann Buccino, das HN-System zu entwickeln. Dieses besteht aus einer eigenen Notationstechnik, einer eigenen Darstellungstechnik und einer eigenen Kompositionstechnik und basiert auf der Parametrisierung körperlicher Handlungen. Im Jahr 1993 begründete Buccino „Laboratorio Aperto Fatti Sonori“, ein Ensemble, welches sich auf die Umsetzung der Partituren spezialisiert hat. Seit 1997 erweiterte Buccino das HN-System und nahm Stahlplatten mit auf. 
Buccinos musikalische Tätigkeit erstreckt sich über eine Vielzahl unterschiedlicher Bereiche: Neben seiner Forschung als experimenteller Komponist und Darsteller arbeitet Buccino auch als Komponist für Kino und Theater, als Interpret, als musikalischer Berater, als Rock-, Pop- und Jazz-Komponist, als Arrangeur und Gitarrist und als Singer-Songwriter, Straßenmusikant und Musikjournalist. 
Im Jahr 1999 publizierte das australische Label Extreme unter dem Titel „Corpo Nostro“ eine DVD und eine CD über Buccinos Werk.